# Copa Perú 1998
La Copa Perú 1998 fue la edición número 26 en la historia de la competición y se disputó entre los meses de febrero y diciembre. El torneo otorgó un cupo al torneo de Primera División y finalizó el 20 de diciembre tras disputarse el partido de vuelta, que consagró como campeón al IMI FC. Con el título obtenido este club lograría el ascenso al Campeonato Descentralizado 1999.

## Etapa Regional
A esta fase clasificaron un equipo de cada departamento del Perú desde la llamada "Etapa Departamental", a excepción del Departamento de Lima que tuvo dos clasificados: Deportivo Repcel de la Provincia de Lima y Telefunken 20 representando al resto de provincias de ese departamento. A estos se une los 3 equipos descendidos del Campeonato Descentralizado 1997: Atlético Torino, La Loretana y José Gálvez FBC.
Todos los equipos están divididos en 8 grupos por cercanía geográfica; cada equipo campeón clasificará a la Etapa Nacional. De estos 8 equipos Campeones jugarán por cercanía geográfica partidos de knock-out (KO) de local y visita. El ganador de la Final asciende a Primera División 1999.

### Región I
| Departamento | Club                            | Ciudad       |
| ------------ | ------------------------------- | ------------ |
| Amazonas     | Cultural Utcubamba              | Bagua Grande |
| Lambayeque   | Deportivo Pomalca               | Chiclayo     |
| Piura        | IMI FC                          | Talara       |
| Piura        | Atlético Torino (Descend. 1997) | Talara       |
| Tumbes       | Victor Loli                     | Tumbes       |

#### Grupo A
| Equipo                | PJ | PG | PE | PP | GF | GC | DG | Pts |
| --------------------- | -- | -- | -- | -- | -- | -- | -- | --- |
| IMI FC                | 4  | 2  | 1  | 1  | 7  | 3  | +4 | 7   |
| Atlético Torino       | 4  | 2  | 1  | 1  | 4  | 4  | 0  | 7   |
| Víctor Loli de Tumbes | 4  | 0  | 2  | 2  | 2  | 6  | -4 | 2   |

Partido extra
|        | Resultado |                 |
| ------ | --------- | --------------- |
| IMI FC | 2 - 1     | Atlético Torino |

#### Grupo B
| Equipo             | PJ | PG | PE | PP | GF | GC | DG | Pts |
| ------------------ | -- | -- | -- | -- | -- | -- | -- | --- |
| Deportivo Pomalca  | 2  | 2  | 0  | 0  | 12 | 3  | +9 | 6   |
| Cultural Utcubamba | 2  | 0  | 0  | 2  | 3  | 12 | -9 | 0   |

| Local ida         | Resultado global | Local vuelta       | Ida | Vuelta |
| ----------------- | ---------------- | ------------------ | --- | ------ |
| Deportivo Pomalca | 12 - 3           | Cultural Utcubamba | -   | -      |

#### Final regional
| Equipo            | PJ | PG | PE | PP | GF | GC | DG | Pts |
| ----------------- | -- | -- | -- | -- | -- | -- | -- | --- |
| IMI FC            | 2  | 0  | 2  | 0  | 3  | 3  | 0  | 2   |
| Deportivo Pomalca | 2  | 0  | 2  | 0  | 3  | 3  | 0  | 2   |

| Local ida         | Resultado | Local vuelta | Ida | Vuelta |
| ----------------- | --------- | ------------ | --- | ------ |
| Deportivo Pomalca | 3 - 3     | IMI FC       | -   | -      |

Partido extra
|        | Resultado |                   |
| ------ | --------- | ----------------- |
| IMI FC | 2 - 0     | Deportivo Pomalca |

### Región II
| Departamento | Club                             | Ciudad    |
| ------------ | -------------------------------- | --------- |
| Ancash       | Sport Ancash                     | Huaraz    |
| Ancash       | José Gálvez FBC (Descend. 1997)  | Chimbote  |
| Cajamarca    | Universidad Técnica de Cajamarca | Cajamarca |
| La Libertad  | Deportivo UPAO                   | Trujillo  |

| Equipo          | PJ | PG | PE | PP | GF | GC | DG | Pts |
| --------------- | -- | -- | -- | -- | -- | -- | -- | --- |
| UTC             | 6  | 3  | 0  | 3  | 13 | 12 | +1 | 9   |
| Sport Ancash    | 6  | 3  | 0  | 3  | 8  | 9  | -1 | 9   |
| José Gálvez FBC | 6  | 2  | 2  | 2  | 10 | 10 | 0  | 8   |
| Deportivo UPAO  | 6  | 2  | 2  | 2  | 8  | 8  | 0  | 8   |

Partido extra
|     | Resultado |              |
| --- | --------- | ------------ |
| UTC | 1 - 0     | Sport Ancash |

### Región III
| Departamento | Club                        | Ciudad   |
| ------------ | --------------------------- | -------- |
| Loreto       | Colegio Nacional Iquitos    | Iquitos  |
| San Martín   | Hospital Rural              | Picota   |
| Ucayali      | San Martín de Porres        | Pucallpa |
| Ucayali      | La Loretana (Descend. 1997) | Pucallpa |

| Equipo               | PJ | PG | PE | PP | GF | GC | DG | Pts |
| -------------------- | -- | -- | -- | -- | -- | -- | -- | --- |
| CNI                  | 6  | 4  | 1  | 1  | 10 | 8  | +2 | 13  |
| La Loretana          | 6  | 4  | 1  | 1  | 7  | 4  | +3 | 13  |
| Hospital Rural       | 6  | 1  | 1  | 4  | 8  | 9  | -1 | 4   |
| San Martín de Porres | 6  | 1  | 1  | 4  | 5  | 9  | -4 | 4   |

Nota: Originalmente CNI ganó el Grupo con 13 pts, pero después del reclamo de La Loretana, ambos equipos suman 13 pts. Fue Necesario jugar un Partido Extra.
Partido extra
|                          | Resultado |             |
| ------------------------ | --------- | ----------- |
| Colegio Nacional Iquitos | 3 - 2     | La Loretana |

### Región IV
| Departamento | Club                    | Ciudad |
| ------------ | ----------------------- | ------ |
| Callao       | Somos Aduanas           | Callao |
| Ica          | Estudiantes de Medicina | Ica    |
| Lima         | Telefunken 20           | Huaral |
| Lima         | Deportivo Repcel        | Lima   |

| Equipo                   | PJ | PG | PE | PP | GF | GC | DG  | Pts |
| ------------------------ | -- | -- | -- | -- | -- | -- | --- | --- |
| Telefunken 20            | 6  | 4  | 1  | 1  | 10 | 2  | +8  | 13  |
| Estudiantes de Medicina  | 6  | 4  | 1  | 1  | 11 | 3  | +8  | 13  |
| Somos Aduanas            | 6  | 2  | 2  | 2  | 8  | 5  | +3  | 8   |
| Deportivo Repcel de Lima | 6  | 0  | 0  | 6  | 0  | 19 | -19 | 0   |

Partido extra
|               | Resultado |                         |
| ------------- | --------- | ----------------------- |
| Telefunken 20 | 3 - 0     | Estudiantes de Medicina |

### Región V
| Departamento | Club                                       | Ciudad         |
| ------------ | ------------------------------------------ | -------------- |
| Huánuco      | Señor de Puelles                           | Huánuco        |
| Junín        | Cultural Hidro                             | La Oroya       |
| Pasco        | Universidad Daniel Alcides Carrión (UNDAC) | Cerro de Pasco |

| Equipo           | PJ | PG | PE | PP | GF | GC | DG  | Pts |
| ---------------- | -- | -- | -- | -- | -- | -- | --- | --- |
| Cultural Hidro   | 4  | 3  | 0  | 1  | 8  | 2  | +6  | 9   |
| Señor de Puelles | 4  | 2  | 1  | 1  | 8  | 3  | +5  | 7   |
| UNDAC            | 4  | 0  | 1  | 3  | 0  | 11 | -11 | 1   |

Nota: Originalmente Señor de Puelles de Huánuco ganó el Grupo, Pero después de un Reclamo de Cultural Hidro de La Oroya, este último recibió 3 puntos de su partido entre ellos, obteniedno así el primer Lugar.

### Región VI
| Departamento | Club             | Ciudad       |
| ------------ | ---------------- | ------------ |
| Apurímac     | Unión Grauina    | Abancay      |
| Ayacucho     | Deportivo DASA   | Ayacucho     |
| Huancavelica | Unión Recuperada | Huancavelica |

| Equipo           | PJ | PG | PE | PP | GF | GC | DG  | Pts |
| ---------------- | -- | -- | -- | -- | -- | -- | --- | --- |
| Unión Grauina    | 4  | 3  | 0  | 1  | 9  | 3  | +6  | 9   |
| Deportivo DASA   | 4  | 3  | 0  | 1  | 11 | 4  | +7  | 9   |
| Unión Recuperada | 4  | 0  | 0  | 4  | 3  | 16 | -13 | 0   |

Partido extra
|               | Resultado     |                |
| ------------- | ------------- | -------------- |
| Unión Grauina | 0 - 0 4-3 (p) | Deportivo DASA |

### Región VII
| Departamento  | Club                | Ciudad           |
| ------------- | ------------------- | ---------------- |
| Cusco         | Deportivo Garcilaso | Cusco            |
| Madre de Dios | Sport Miguel Grau   | Puerto Maldonado |
| Puno          | Alfonso Ugarte      | Puno             |

| Equipo              | PJ | PG | PE | PP | GF | GC | DG  | Pts |
| ------------------- | -- | -- | -- | -- | -- | -- | --- | --- |
| Alfonso Ugarte      | 4  | 3  | 0  | 1  | 15 | 1  | +14 | 9   |
| Deportivo Garcilaso | 4  | 3  | 0  | 1  | 11 | 4  | +7  | 9   |
| Sport Miguel Grau   | 4  | 0  | 0  | 4  | 0  | 21 | -21 | 0   |

Partido extra (Arequipa)
|                | Resultado |                     |
| -------------- | --------- | ------------------- |
| Alfonso Ugarte | 2 - 1     | Deportivo Garcilaso |

### Región VIII
| Departamento | Club              | Ciudad   |
| ------------ | ----------------- | -------- |
| Arequipa     | Senati FBC        | Arequipa |
| Moquegua     | Peñarol           | Ilo      |
| Tacna        | Coronel Bolognesi | Tacna    |

| Equipo            | PJ | PG | PE | PP | GF | GC | DG  | Pts |
| ----------------- | -- | -- | -- | -- | -- | -- | --- | --- |
| Coronel Bolognesi | 4  | 3  | 1  | 0  | 11 | 1  | +10 | 10  |
| Senati FBC        | 3  | 1  | 1  | 1  | 4  | 6  | -2  | 4   |
| Peñarol           | 3  | 0  | 0  | 4  | 2  | 10 | -8  | 0   |

Nota: No se jugó la última fecha debido a que Senati FBC de Arequipa y Peñarol de Moquegua estaban ya eliminados.

## Etapa Nacional

### Cuartos de final
| Local ida         | Resultado global | Local vuelta   | Ida   | Vuelta |
| ----------------- | ---------------- | -------------- | ----- | ------ |
| Cultural Hidro    | 4 - 5            | IMI FC         | 4 - 0 | 0 - 5  |
| UTC               | 2 - 5            | Alfonso Ugarte | 2 - 4 | 0 - 1  |
| CNI               | 2 - 3            | Telefunken 20  | 1 - 2 | 1 - 1  |
| Coronel Bolognesi | 5 - 1            | Unión Grauina  | 5 - 0 | 0 - 1  |

| \| Jor. \| Fecha \| Estadio \| Ciudad \| Local \| Score \| Visitante \| \| ---- \| ---------- \| ------------------- \| --------- \| ----------------- \| ----- \| ----------------- \| \| 1 \| 15-11-1998 \| Shincamachay \| La Oroya \| Cultural Hidro \| 4-0 \| IMI FC \| \| 1 \| 22-11-1998 \| Campeonísimo \| Talara \| IMI FC \| 5-0 \| Cultural Hidro \| \| 2 \| 15-11-1998 \| Héroes de San Ramón \| Cajamarca \| UTC \| 2-4 \| Alfonso Ugarte \| \| 2 \| 22-11-1998 \| Torres Belon \| Puno \| Alfonso Ugarte \| 1-0 \| UTC \| \| 3 \| 15-11-1998 \| Max Augustín \| Iquitos \| CNI \| 1-2 \| Telefunken 20 \| \| 3 \| 22-11-1998 \| Julio Lores Colán \| Huaral \| Telefunken 20 \| 1-1 \| CNI \| \| 4 \| 15-11-1998 \| Jorge Basadre \| Tacna \| Coronel Bolognesi \| 5-0 \| Unión Grauina \| \| 4 \| 22-11-1998 \| Condebamba \| Abancay \| Unión Grauina \| 1-0 \| Coronel Bolognesi \| |            |                     |           |                   |       |                   |
| Jor. | Fecha      | Estadio             | Ciudad    | Local             | Score | Visitante         |
| 1 | 15-11-1998 | Shincamachay        | La Oroya  | Cultural Hidro    | 4-0   | IMI FC            |
| 1 | 22-11-1998 | Campeonísimo        | Talara    | IMI FC            | 5-0   | Cultural Hidro    |
| 2 | 15-11-1998 | Héroes de San Ramón | Cajamarca | UTC               | 2-4   | Alfonso Ugarte    |
| 2 | 22-11-1998 | Torres Belon        | Puno      | Alfonso Ugarte    | 1-0   | UTC               |
| 3 | 15-11-1998 | Max Augustín        | Iquitos   | CNI               | 1-2   | Telefunken 20     |
| 3 | 22-11-1998 | Julio Lores Colán   | Huaral    | Telefunken 20     | 1-1   | CNI               |
| 4 | 15-11-1998 | Jorge Basadre       | Tacna     | Coronel Bolognesi | 5-0   | Unión Grauina     |
| 4 | 22-11-1998 | Condebamba          | Abancay   | Unión Grauina     | 1-0   | Coronel Bolognesi |

### Semifinal
| Local ida         | Resultado global | Local vuelta  | Ida   | Vuelta |
| ----------------- | ---------------- | ------------- | ----- | ------ |
| Alfonso Ugarte    | 4 - 5            | IMI FC        | 4 - 0 | 0 - 5  |
| Coronel Bolognesi | 2 - 1            | Telefunken 20 | 1 - 0 | 1 - 1  |

| \| Jor. \| Fecha \| Estadio \| Ciudad \| Local \| Score \| Visitante \| \| ---- \| ---------- \| ----------------- \| ------ \| ----------------- \| ----- \| ----------------- \| \| 1 \| 29-11-1998 \| Torres Belon \| Puno \| Alfonso Ugarte \| 4-0 \| IMI FC \| \| 1 \| 06-12-1998 \| Campeonísimo \| Talara \| IMI FC \| 5-0 \| Alfonso Ugarte \| \| 2 \| 29-11-1998 \| Jorge Basadre \| Tacna \| Coronel Bolognesi \| 1-0 \| Telefunken 20 \| \| 2 \| 06-12-1998 \| Julio Lores Colán \| Huaral \| Telefunken 20 \| 1-1 \| Coronel Bolognesi \| |            |                   |        |                   |       |                   |
| Jor. | Fecha      | Estadio           | Ciudad | Local             | Score | Visitante         |
| 1 | 29-11-1998 | Torres Belon      | Puno   | Alfonso Ugarte    | 4-0   | IMI FC            |
| 1 | 06-12-1998 | Campeonísimo      | Talara | IMI FC            | 5-0   | Alfonso Ugarte    |
| 2 | 29-11-1998 | Jorge Basadre     | Tacna  | Coronel Bolognesi | 1-0   | Telefunken 20     |
| 2 | 06-12-1998 | Julio Lores Colán | Huaral | Telefunken 20     | 1-1   | Coronel Bolognesi |

### Final
| Local ida         | Resultado global | Local vuelta | Ida   | Vuelta |
| ----------------- | ---------------- | ------------ | ----- | ------ |
| Coronel Bolognesi | 3 - 3            | IMI FC       | 3 - 1 | 0 - 2  |

- La final fue suspendida a los 81 minutos debido a incidentes iniciados por los jugadores de Bolognesi cuando el marcador era favorable a IMI por 3-1. La F.P.F. declaró ganador al IMI por 2-0, y por lo tanto, los campeones de 1998.

| \| Jor. \| Fecha \| Estadio \| Ciudad \| Local \| Score \| Visitante \| \| ---- \| ---------- \| ------------- \| ------ \| ----------------- \| ----- \| ----------------- \| \| 1 \| 13-12-1998 \| Jorge Basadre \| Tacna \| Coronel Bolognesi \| 3-1 \| IMI FC \| \| 1 \| 20-12-1998 \| Campeonísimo \| Talara \| IMI FC \| 2-0 \| Coronel Bolognesi \| |            |               |        |                   |       |                   |
| Jor. | Fecha      | Estadio       | Ciudad | Local             | Score | Visitante         |
| 1 | 13-12-1998 | Jorge Basadre | Tacna  | Coronel Bolognesi | 3-1   | IMI FC            |
| 1 | 20-12-1998 | Campeonísimo  | Talara | IMI FC            | 2-0   | Coronel Bolognesi |

| Campeón                                            |
| International Marine Incorporated F. C. 1.º título |